# Février 1918

## Événements
- Démission du gouverneur général du Soudan français Joost van Vollenhoven, en désaccord avec Blaise Diagne, qui préconise une levée en masse parmi les populations africaines. Il sera tué la même année sur le front.
  - Blaise Diagne, député du Sénégal promu commissaire de la république pour le recrutement des troupes en Afrique Noire, parvient à mobiliser 63 000 recrues. En 1918, 95 bataillons de tirailleurs « sénégalais » sont engagés en Europe, en Afrique et en Orient. 180 000 soldats africains ont été recrutés par la France pour le front européen entre 1914 et 1918. À leur retour, ayant appris à lire et acquis des connaissances techniques et militaires, ils aspirent à de nouveaux emplois, ce qui provoque l'émergence d'une nouvelle classe sociale parmi les Noirs. Le 18 avril 1918, le tirailleur Cheikou Cissé (1890-1933) est condamné par le conseil de guerre de Dakar, qui invoque la sûreté de l'État, à la peine de déportation perpétuelle.
- Échec de la négociation Armand-Revertera.
- Rupture de l'opinion polonaise avec les Empires centraux lorsque ceux-ci attribuent à l'Ukraine indépendante le pays de Chełm. Les légions du général Józef Haller, qui combattent aux côtés des Austro-Allemands, se mettent à déserter. Haller réussit à gagner la France. Il reçoit le commandement en chef de l'armée de volontaires, formée par le Comité national polonais, qui combat sur le front français.
- 7 février : le Fourth Reform Act instaure le suffrage universel pour les hommes (dès 21 ans) et censitaire pour les femmes (dès 30 ans) au Royaume-Uni.
- 9 février : paix séparée entre l'Allemagne et le gouvernement ukrainien à Kiev.
- 10 février : Trotski annonce que le gouvernement bolchevique ordonne la démobilisation générale sans pour autant signer le projet de paix négocié à Brest-Litovsk; à cette annonce, l'Allemagne décide de reprendre les hostilités contre la RSFSR le 13 février.
- 11 février : gouvernement Alexandru Averescu en Roumanie.
- 13 février : déclaration d'indépendance de la Lituanie, reconnue par le traité de Versailles en 1919.
- 14 février : 
  - le gouvernement français envoie une lettre officielle à Nahum Sokolow dans laquelle il affirme que « l'entente est complète entre les gouvernements français et britanniques en ce qui concerne la question d'un établissement juif en Palestine ». Le 9 mai, c'est au tour du gouvernement italien d'envoyer une lettre à Sokolow, qui parle de la formation « d'un centre national israélite » et mentionne le respect des « droits politiques » des communautés non juives. Le président Wilson ne prend pas position officiellement.
  - La Russie soviétique adopte le calendrier grégorien.
- 21 février : Petrograd est mis en état de siège et la mobilisation révolutionnaire est décrétée.
- 23 février :
  - Conférence de Trébizonde (fin le 31 mai). Une délégation transcaucasienne présidée par le Géorgien Tchenkeli rencontre les Turcs. Elle refuse de reconnaître le traité de Brest-Litovsk[1].
  - Les puissances centrales lancent un ultimatum à la Russie soviétique qui est sommée d'évacuer l'Ukraine et la Finlande et de céder la Lettonie et l'Estonie. Le gouvernement bolchevique accepte sous la pression de Lénine;

- 24 février : déclaration d'indépendance de l'Estonie. Le gouvernement bolchevique est chassé par les Allemands.

## Naissances
- 5 février : Vincenzo Fagiolo, cardinal italien, président du Conseil pontifical pour les textes législatifs († 22 septembre 2000).
- 6 février : Lothar-Günther Buchheim, romancier, peintre, photographe, éditeur, et auteur d’ouvrages d’art allemand († 22 février 2007).
- 11 février : Monrad Mosberg, militaire norvégien († 26 février 2023).
- 18 février : Robert Wadlow, géant américain considéré comme l'homme le plus grand de l'histoire et dont la taille (2,72 m) a pu être vérifiée et attestée († 15 juillet 1940).
- 22 février : Sid Abel, joueur de hockey sur glace († 8 février 2000).
- 26 février : Piotr Macherov, partisan et politicien biélorusse († 4 octobre 1980).
- 27 février : Marcel Bourbonnais, homme politique fédéral provenant du Québec († 14 octobre 1996).
- 28 février : Juan Belmonte Campoy, matador espagnol († 20 juillet 1975).

## Décès
- 6 février : Gustav Klimt, peintre autrichien (° 14 juillet 1862).
- 10 février : Abdülhamid II, sultan ottoman (1876-1909).
- 20 février : Wolfgang Güttler, pilote et as allemand (° 22 février 1893).